# Volontari armeni
Le unità dei volontari armeni (note anche come Corpo dei Volontari Armeni) è il nome con cui sono indicati i diversi battaglioni armeni che combatterono a fianco delle forze regolari russe e britanniche durante la prima guerra mondiale. Fanno parte delle unità volontarie armene anche la Legione armena che fu organizzata all'interno dell'esercito francese e la milizia armena che raccoglieva forze militari irregolari organizzate da partiti appartenenti al Movimento Nazionale Armeno come la Federazione Rivoluzionaria Armena.
La maggioranza di queste unità di volontari prese parte alle diverse campagne militari del teatro di guerra del Medio Oriente. Le origini di queste unità militari sono differenti. Alcune unità furono formate da cittadini armeni fuggiti dall'Impero ottomano, fra questi alcuni rappresentanti armeni al Parlamento Ottomano tra cui Garegin Pastermadjian.
Il più famoso comandante delle unità volontarie armene fu il generale Andranik Toros Ozanian, comandante dei volontari armeni che combatterono per i russi.